# Argia botacudo
Argia botacudo là một loài chuồn chuồn kim trong họ Coenagrionidae.
Argia botacudo được Calvert miêu tả khoa học năm 1909.